# ضدعلم
ضدعلم (به انگلیسی: Antiscience) موضعی است که علم و روش علمی را رد می‌کند. از موضعی پوزیتیویستی، افرادی که موضع ضدعلمی دارند، نمی‌پذیرند که علم یک روش عینی (به انگلیسی: Objective) است، یا این که دانش جامع و واحد [یا معقول] (به انگلیسی: Universal) ایجاد می‌کند. آن‌ها همچنین معتقدند فروکاست‌گرایی علمی به خصوص، ذاتاً راهی محدود برای رسیدن به فهم دنیای پیچیده‌ای که در آن زندگی می‌کنیم، است.

## تاریخچه
در روزهای اولیه انقلاب علمی، دانشمندانی مانند رابرت بویل (۱۶۲۷–۱۶۹۱) خود را در تضاد با کسانی مانند توماس هابز (۱۵۸۸–۱۶۷۹) دیدند که شک داشتند. در مورد اینکه آیا علم راهی رضایت‌بخش برای کسب شناخت واقعی در مورد جهان است؟
موضع هابز توسط یان شاپیرو به عنوان یک موضع ضدعلم در نظر گرفته می‌شود:

هابز در «شش درس برای استادان ریاضیات»...[منتشر شده در سال ۱۶۵۶] زمینه‌های «نمایش‌پذیر» را به‌عنوان «آنهایی که ساخت موضوع در اختیار خود هنرمند است» متمایز کرد. آنهایی که «تشویق‌ناپذیر» «جایی که باید به دنبال علل باشند» ما فقط می‌توانیم دلایل آن چیزی را بدانیم که می‌سازیم؛ بنابراین هندسه قابل اثبات است، زیرا «خطوط و اشکالی که ما از آنها استدلال می‌کنیم توسط خودمان ترسیم و توصیف می‌شوند» و «فلسفه مدنی قابل اثبات است، زیرا ما خودمان مشترک المنافع هستیم.» ولی ما فقط می‌توانیم در مورد جهان طبیعی حدس بزنیم، زیرا «ما ساخت و ساز را نمی‌شناسیم، بلکه آن را از تأثیرات جستجو می‌کنیم.»

## حوزه‌ها
از لحاظ تاریخی، در اواخر سده هفدهم، ضد علم در ابتدا به عنوان عکس العملی در برابر ماده‌گرایی علمی (Scientific materialism) ظهور کرد. سه حوزه بزرگ ضد علم می‌تواند در فلسفه، جامعه‌شناسی و بوم‌شناسی دیده شود.